# Чивадзе Костянтин Олександрович
Костянти́н Олекса́ндрович Чива́дзе (20 травня 1866 — рік смерті невід.) — військовий діяч періоду УНР і Гетьманату, генерал-майор (з 1908).

## Біографія
Військову освіту здобув у Тифліському кадетському корпусі, 3-му Олександрівському військовому училищі (1884). Після служби у військах у 1894 закінчив Олександрівську військово-юридичну академію.
Обіймав посади військового судді, помічника військового прокурора, військового слідчого. Військовий суддя Віленського військового округу. Після проголошення незалежності УНР — в українській армії. З 10 липня 1918 — начальник Головного військово-юридичного управління Армії Української Держави. Подальша доля невідома.

## Нагороди
Нагороджений орденами Святої Анни 2-го ст. (1904), Святого Володимира 3-го ст. (1911), Святого Станіслава 1-го ст. (1913); Святої Анни 1-го ст. (1915), Святого Володимира 2-го ст. (1916).